# Цицишвили, Владимир Георгиевич
Владимир Георгиевич Цицишвили (груз. ვლადიმერ გეორგიევიჩ ციციშვილი; род. 17 марта 1947) — советский и грузинский учёный в области физической химии, кандидат физико-математических наук, доктор химических наук, профессор, академик Академии наук Грузии (2019; член-корреспондент с 2001). Лауреат Премии имени А. Твальчрелидзе АН Грузии (2005) и Премии имени Г. Цицишвили АН Грузии (2018).

## Биография
Родился 17 марта 1947 года в Тбилиси, Грузинской ССР.
С 1965 по 1970 год обучался на физическом факультете Тбилисского государственного университета. С 1972 по 1975 год обучался в аспирантуре этого университета.
С 1970 по 1978 год на научно-исследовательской работе в Институте кибернетики АН ГрузССР в качестве научного сотрудника отдела химической кибернетики. С 1978 по 1990 год на научной работе в Институте спектроскопии ядерного магнитного резонанса имени И. Кутателадзе АН ГрузССР в должности руководителя научного центра этого института. С 1990 по 2017 год на научной работе Института физики и органической химии имени П. Меликишвили АН ГрузССР — НАН Грузии в должности — заведующий лабораторией физической химии, с 2006 по 2017 год — директор этого института, с 2018 года — главный научный сотрудник и научный руководитель этого института.
Помимо научной занимался и педагогической работой: с 1991 по 2005 год — 
профессор кафедры физической химии физического факультета Тбилисского государственного университета и одновременно с 1996 по 2006 год — профессор 
International Black Sea University, в которых читал курсы лекций по общей и физической химии.

### Научно-педагогическая деятельность и вклад в науку
Основная научно-педагогическая деятельность В. Г. Цицишвили была связана с вопросами в области физической химии, занимался исследованиями в области ядерного магнитного резонанса, в том числе инфракрасных и спектроскопических методов, иконических, молекулярных, каталитических и сорбционных свойств синтеза пористых материалов, органической и неорганической химии, физико-химической экологии и энергетики, современного физико-математического подхода к теоретической химии. 
В 1975 году защитил кандидатскую диссертацию по теме: «Исследование молекулярной динамики и структуры в системе декстран-вода импульсными методами ЯМР», в 1987 году защитил докторскую диссертацию на соискание учёной степени доктор химических наук по теме: «Ядерная магнитная релаксация в гетеродинамических системах». В 1990 году ему присвоено учёное звание профессор. В 2001 году был избран член-корреспондентом, а в 2019 году — действительным членом НАН Грузии. В. Г. Цицишвили  было написано более четырёхсот пятидесяти научных работ, в том числе монографий, на различных языках мира.

## Награды
- Премия имени А. Твальчрелидзе АН Грузии (2005)
- Премия имени Г. Цицишвили АН Грузии (2018)